# Zeferino José da Silva
Zeferino José da Silva (Florianópolis, 2 de janeiro de 1839 — Florianópolis, 30 de julho de 1898), foi um político brasileiro.
Filho de José Pedro da Silva e de Dorotéa Rosa da Silva.
Foi boticário em São José.
Foi deputado à Assembléia Legislativa Provincial de Santa Catarina na 18ª legislatura (1870 — 1871), na 21ª legislatura (1876 — 1877), e na 22ª legislatura (1878 — 1879).